# Несвідоме
Несвідоме — дія природжених інстинктивних потягів у психічному житті людини, що своєю чергою ще й біологічно детермінуються, забуваючи при цьому про соціальні та природні чинники в детермінації людської життєдіяльності. В психології усвідомлюється.

## Кілька основних класів проявів несвідомого
1. Неусвідомлювані мотиви, істинний сенс яких не усвідомлюється в силу їхньої соціальної неприйнятності або протиріччя з іншими мотивами
2. Поведінкові автоматизми і стереотипи, що діють у звичній ситуації, усвідомлення яких зайве в силу їх відпрацьованості
3. Підпорогове сприйняття, яке в силу великого обсягу інформації не усвідомлюється

## Історія
Загальна ідея про несвідоме, що сходить до вчення Платона про пізнання-спогад (анамнез), залишалася панівною аж до нового часу. Інший характер вона одержала після постановки Рене Декартом проблеми свідомості. Ідеї Декарта, що стверджував тотожність свідомого і психічного, послужили джерелом уявлень про те, що за межами свідомості може мати місце тільки чисто фізіологічна, але не психічна, діяльність мозку.
Концепція несвідомого вперше чітко сформульована Ґотфрідом Ляйбніцом («Монадологія», 1720). Вона трактувала несвідоме як нижчу форму душевної діяльності, що лежить за порогом усвідомлених уявлень, які піднімаються, наче острівці, над океаном темних сприйнятть.
Першу спробу строго матеріалістичного пояснення несвідомого здійснив Д. Гартлі (Англія), який пов'язував несвідоме з діяльністю нервової системи. Німецька класична філософія розглядала переважно гносеологічний аспект несвідомого. Іммануїл Кант пов'язує несвідоме із проблемою інтуїції, питанням про чуттєве пізнання (несвідомий апріорний синтез).
Інший характер знайшло несвідоме у поетів-романтиків і теоретиків романтизму, що розвивали на противагу раціоналізму Просвітництва свого роду культ несвідомого, як глибинного джерела творчості.
Ірраціоналістичне вчення про несвідоме висунув Артур Шопенгауер, продовжувачем якого виступив Едуард Гартман, який поставив несвідоме у ранг універсального принципу, основи буття й причини світового процесу.
В XIX столітті почалася лінія властиво психологічного вивчення несвідомого (німецькі вчені Йоган Фрідріх Гербарт, Г. Фехнер, Вільгельм Вундт, Т. Ліппс). Динамічну характеристику несвідомого вводить Гербарт (1824), відповідно до якого несумісні ідеї можуть вступати між собою в конфлікт, причому слабші витісняються зі свідомості, але продовжують на нього впливати, не втрачаючи своїх динамічних властивостей.
Новий стимул у вивченні несвідомого дали роботи в області психопатології, де з метою терапії стали застосовувати специфічні методи впливу на несвідоме (спочатку — гіпноз). Дослідження, особливо французької психіатричної школи (Жан Мартен Шарко й ін.), дозволили розкрити відмінну від свідомої психічну діяльність патогенного характеру, не усвідомлювану пацієнтом.

### Несвідоме у вченні Зигмунда Фрейда
Експериментальна розробка поняття несвідомого була вперше проведена Зигмундом Фрейдом, який показав, що багато дій, реалізацію яких людина не усвідомлює, мають осмислений характер і можуть бути пояснені внаслідок дії потягів (переважно — сексуальних). Він розглянув, як та або інша мотивація проявляється в сновидіннях, невротичних симптомах і творчості. Відомо, що головним регулятором людської поведінки служать потяги й бажання суб'єкта. Як лікар, він зіткнувся з тим, що ці неусвідомлювані переживання і мотиви можуть серйозно обтяжувати життя й навіть ставати причиною нервово-психічних захворювань. Це спрямувало його на пошуки засобів рятування своїх пацієнтів від конфліктів між тим, що говорить їхня свідомість, і несвідомими спонуканнями. Так народився фрейдівський метод психоаналізу.

### Несвідоме у вченні Карла Юнга
Надалі поняття несвідомого було істотно розширене. Зокрема учень Фрейда Карл Густав Юнг у рамках створеної ним наукової дисципліни — аналітичної психології — увів термін «колективне несвідоме», і істотно змінив його значення порівняно з психоаналізом.
На думку Юнга, існує не тільки несвідоме суб'єкта, але й сімейне, родове, національне, расове й колективне несвідоме. Колективне несвідоме несе в собі інформацію психічного світу всього суспільства, у той час, як індивідуальне — інформацію психічного світу конкретної людини. На відміну від психоаналізу, вчення Юнга розглядає несвідоме як сукупність статичних патернів, зразків поводження, які є вродженими й лише мають потребу в актуалізації. Так само несвідоме поділяється на латентні, тимчасово неусвідомлювані й подавлені, витиснуті за межі свідомості процеси й стани психіки.

### Несвідоме у вченні Жака Лакана
Французький психоаналітик Жак Лакан запропонував гіпотезу, що «несвідоме структуровано як мова», саме тому психоаналіз — на відміну від психотерапії і психології — з його включеністю в світ значень, з його суб'єктивним становленням у мові. Однієї із психоаналітичних технік, розроблених Лаканом стала «клініка означаючого»: у самій основі суб'єкта лежить його зустріч зі словом, тому й можливий переклад, перезапис усередині психічного апарата, а talking cure може виступати діючим терапевтичним механізмом навіть у найважчих психічних випадках. Теза Лакана являє собою метафору: несвідоме подібне мові, працює за схожими правилами, але не вичерпується законами лінгвістики, тому й «клініка означаючого» є лише одним з можливих методів роботи з несвідомим, що розвивають у сучасних лаканівських школах.

### Несвідоме в дослідженнях Леопольда Сонді
Леопольд Сонді займався дослідженнями «родового несвідомого» і в результаті генеалогічного аналізу визначив «мову» родового несвідомого - «вибір», який проявляється в п'яти сферах життя індивіда:
- кохання
- дружба
- професія
- хвороба
- смерть[1].

### Несвідоме у дослідженнях радянських психологів
У радянській психології проблема несвідомого розроблялася переважно у зв'язку з теорією установки Д. Н. Узнадзе. Психофізіологічні аспекти несвідомого, що вивчалися І. М. Сеченовим і І. П. Павловим, досліджувалися у зв'язку з аналізом сну й гіпнотичних станів, коркових і підкіркових утворень, явищ автоматизму в трудовій і спортивній діяльності й т.д.